# Felice Casorati
Felice Casorati (Pavia, 17 de dezembro de 1835 — Casteggio, 11 de setembro de 1890) foi um matemático italiano.
Conhecido pelo teorema de Weierstrass–Casorati em análise complexa.

## Obras
- Teorica delle funzioni di variabili complesse (Fratelli Fusi, Pavia, 1868) (also at this URL)